# Hide and Seek (serie televisiva)
Hide and Seek (in ucraino Прятки?, Prjatky) è una serie televisiva ucraina di genere thriller del 2019; è stata trasmessa in prima visione sul canale ICTV il 29 ottobre 2019.
In Italia è stata trasmessa in chiaro sul canale Rai 4.

## Trama
A Enerhodar, la piccola Alina scompare misteriosamente nel nulla, mentre sta giocando a nascondino con suo padre. In seguito, nella città si verificano altre sparizioni. Durante le indagini, la polizia sospetta di un rapitore seriale.

## Episodi
| Stagione       | Episodi | Prima TV originale | Prima TV in italiano |
| -------------- | ------- | ------------------ | -------------------- |
| Prima stagione | 8       | 2019               | 2021                 |

## Personaggi e interpreti
- Roman Sviridov, interpretato da Viacheslav Dovzhenko.
- Varta Naumova, interpretata da Yuliya Abdel Fattakh. e doppiata da Perla Liberatori
- Maksim Shumov, interpretato da Petro Rykov.
- Medico legale - Yevheniia, interpretata da Yevheniia Gladii.
- Pasha Meshkov, interpretato da Oleg Moskalenko.
- Leonid Shumov, interpretato da Valerii Legin.
- Yevhenii Borovko, interpretato da Oleksandr Kobzar.
- Sveta Fadeeva, detenuta, interpretata da Maryna Kuklyna, l'attrice è morta il 5 ottobre 2019 dopo una lunga battaglia persa contro il cancro.